# Качмазова, Марина Фроловна
Марина Фроловна Качмазова (род. 9 декабря 1991) — российская футболистка, полузащитница.

## Биография
В детские и юношеские годы занималась фехтованием в спортивной секции во Владикавказе, стала кандидатом в мастера спорта. Позднее стала заниматься футболом и мини-футболом, в том числе в мини-футбольном клубе «Владикавказ» у тренера Сергея Хинчагова.
В 2011 году поехала на просмотр в клуб «Энергия» (Воронеж), с которым подписала свой первый профессиональный контракт. Дебютный матч в высшем дивизионе России сыграла 25 июня 2012 года против «Россиянки», отыграв первые 16 минут, этот матч стал для неё единственным в воронежском клубе. В 2012—2014 годах играла за клуб «Мордовочка» (Саранск), провела 37 матчей и забила 2 гола в высшей лиге. Автором первого гола стала 13 августа 2013 года в матче против «Россиянки».
С 2015 года выступала за клуб «Дончанка» (Азов/Новошахтинск). Становилась победительницей первого дивизиона России в 2015 и 2016 годах. В 2017 году в высшей лиге сыграла 5 неполных матчей. Со следующего сезона в первой лиге снова стала играть в основном составе и в одном из матчей отметилась хет-триком — в июле 2018 года в игре против «ДЮСШ № 3-Сталь» (4:0). В 2021 году её клуб был преобразован в «Ростов» и стал выступать в Суперлиге. После окончания сезона 2024 покинула «Ростов».
Носит прозвище «Муха». Окончила Мордовский государственный педагогический институт имени М. Е. Евсевьева. В декабре 2023 года вышла замуж.